# Coast Guard Air Station Detroit
Coast Guard Air Station Detroit est une base aérienne de la Garde côtière américaine située à Détroit, dans le Michigan.
La base est créée en 1966 et est située sur la Selfridge Air National Guard Base (en). Les premiers aéronefs se composent de trois hélicoptères HH-52A Seaguard avec une zone d'opérations englobant les lacs Ontario, Érié, Sainte-Claire et le sud du lac Huron. Pendant les mois d'été, ils assument la responsabilité de la partie sud du lac Michigan et opèrent à partir des installations aériennes situées à Muskegon, dans le Michigan, et Wuakegan, dans l'Illinios. L'Air Station Detroit effectue des vols en appui des opérations nationales de déglaçage, de protection de l'environnement marin (MEP) et de missions de recherche et de sauvetage. Plus particulièrement, les équipages répondent à plusieurs missions de sauvetage lors de l'ouragan Katrina de 2005. Aujourd'hui, ils soutiennent 30 unités côtières de la Garde côtière, cinq cotres, ainsi que des agences gouvernementales fédérales, étatiques, locales et canadiennes. Les équipages de Détroit gèrent plus de 200 sauvetages par an. Actuellement, la station aérienne abrite cinq hélicoptères MH-65D Dolphin,.